# Tvarožná
Tvarožná (německy Bosenitz) je obec v okrese Brno-venkov v Jihomoravském kraji, zhruba dvanáct kilometrů východně od Brna. Žije zde přibližně 1 300 obyvatel.
Rozkládá se na okraji Dyjsko-svrateckého úvalu. Návsí protéká Tvaroženský potok spojující rybníky před a za obcí. Dominantu obce tvoří kopec Santon na jejím jižním okraji, který je přírodní památkou a místem úzce spojeným s bitvou u Slavkova.
Jedná se o vinařskou obec ve Velkopavlovické vinařské podoblasti (viniční trať Vinohrady). Na území obce je evropsky významná lokalita Sivický les (kód lokality: CZ0620037).

## Název
Původní tvar jména vesnice byl Tvarožnice (v nejstarším dokladu z 1288 zapsáno jako Twarszonictz), což je substantivizace spojení tvarožná ves. Vesnice byla pojmenována podle poddanské povinnosti odvádět dávky tvarohu. Zkrácená podoba je doložena od počátku 15. století. Německé jméno pro Tvarožnou Bos(s)enitz je hlásková úprava jména sousední vesnice, která s Tvarožnou splynula a jejíž původní české jméno je nejisté (Vážanice nebo Vážany nebo Vaznice - základem prvních dvou jmen byl Váh (obyvatelé odtamtud pocházející) nebo osobní jméno odvozené od váhy, základem třetího vaz).

## Historie
V okolí obce jsou archeologické lokality se stopami osídlení z řady období pravěku a raného středověku, mezi jiným z mladší a pozdní doby bronzové a mladší doby železné (doby laténské a doby římské).
První písemná zmínka o obci pochází z roku 1288. Tehdy však existovaly ještě dvě samostatné vsi, Tvarožnice a (snad) Vážanice, a k jejich splynutí došlo až v 15. století. Ve 14. století je připomínán románský kostel zasvěcený svatému Mikuláši. Ten však byl po napoleonských válkách poškozen, a tak byl v roce 1880 na jeho místě zbudován nový v novogotickém stylu. V té době byl farářem ve Tvarožné Václav Kosmák (1843–1898). Do 17. až 18. století sahá i historie kaple Panny Marie Sněžné na Santonu, která byla stržena před bitvou u Slavkova a její současná podoba pochází z let 1830–1834.

### Bitva u Slavkova
V době bitvy u Slavkova roku 1805 měla obec asi 60 domů a necelých 400 obyvatel. V průběhu bojů ves dočasně přešla do rukou ruských vojáků knížete Bagrationa a později byla dobyta zpět francouzskými vojáky maršála Lannese.
Vrch Santon, zvaný též Padělek nebo Tvaroženský kopeček byl před bitvou francouzskými ženisty opevněn třemi pásy okopů, aby vytvořil palebná postavení pro 18 děl s pěchotní ochranou.
Obec Tvarožná a její nejbližší okolí je každoročně v prosinci dějištěm vzpomínkových akcí na „bitvu Tří císařů“.

## Obyvatelstvo
Na začátku 17. století měla obec 54 domů, v roce 1645 z nich bylo pouze 29 obydlených, v letech 1673 jich bylo osídlených 35. V roce 1790 měla Tvarožná 60 domů a 370 obyvatel, roku 1834 72 domů a 434 obyvatel.
| Rok            | 1869 | 1880 | 1890 | 1900 | 1910 | 1921 | 1930 | 1950  | 1961  | 1970  | 1980  | 1991  | 2001  | 2011  | 2021  |
| -------------- | ---- | ---- | ---- | ---- | ---- | ---- | ---- | ----- | ----- | ----- | ----- | ----- | ----- | ----- | ----- |
| Počet obyvatel | 675  | 731  | 809  | 793  | 856  | 879  | 967  | 1 001 | 1 108 | 1 102 | 1 128 | 1 071 | 1 163 | 1 204 | 1 286 |
| Počet domů     | 100  | 111  | 124  | 142  | 174  | 183  | 212  | 265   | 273   | 284   | 290   | 328   | 346   | 357   | 402   |

## Obecní správa a politika
V letech 1990–2010 zastával funkci starosty František Kopecký; v letech 2010-2022 tento post vykonával Petr Buchta. Od roku 2022 zastává funkci starosty Pavel Šťastný.

### Obecní symboly
Znak a vlajka byly obci uděleny rozhodnutím předsedy Poslanecké sněmovny Parlamentu České republiky dne 12. ledna 1996.

## Pamětihodnosti
- Kostel svatého Mikuláše
- Kaple Panny Marie Sněžné
- Zbytky polního opevnění z bitvy u Slavkova na Santonu
- Socha svatého Jana Nepomuckého
- Pomník Václavu Kosmákovi
- Větrný mlýn
- Pomník padlým[12]
- Pamětní deska civilním obětem bitvy u Slavkova
- Pamětní deska osvoboditelům obce[13]
- Pomník nad společným hrobem ruských vojáků u kostela
- Náhrobek Ignáce Vincence Majera
- Kříž u kostela
- Vstupní brána na hřbitov
- Pamětní deska pplk. Emila Kalába v bráně hřbitova[14]
- Torzo oltáře původního románského kostela
- Kříž na hřbitově
- Tužínův kříž
- Kalábův kříž
- Blahákův kříž
- Tzv. poklona nad Vinohrady
- Boží muka nad Hlinkami
- Pamětní deska Masarykovy aleje
- Kříž u polní cesty k lesu
- Černý kříž u Velatic
- Galerie vojevůdců – pamětní desky na zdi mariánské kaple
- Kopie francouzského osmiliberního kanonu, původně na Santonu, poté na návsi
- Pomník padlým v Bitvě tří císařů na úpatí Santonu
- Rostlý kříž na Santonu
- Kosmákův kříž u silnice jižně od obce
- Jeřáb břek u Kosmákova kříže[15]
- Pomník generála Valhuberta u silnice jižně od obce[16]
- Daňkův kříž
- Sofferův pomník
- Litinová socha granátníka u motorestu Rohlenka
- Pamětní deska padlým rudoarmějcům[17]
- Pamětní deska Stanislavu Veselému[18]
- Pamětní deska na rodném domě Julia Antoše
- Tvaroženské Venuše
- Diorama bitvy u Slavkova na obecním úřadě
- Několik domů z venkovské zástavby 19. století
- Šírova hospoda
- Kruhová pec v bývalé cihelně
- Pamětní deska na domě Vladimíra Drápala

## Farnost
Tvaroženská farnost zahrnuje obce Tvarožnou, Velatice, Horákov a Mokrou. Novogotický kostel byl postaven v letech 1880-1881. Stavba je zasvěcena svatému Mikuláši. O stavbu se nejvíce zasloužil tehdejší farář P. Václav Kosmák.
Současným knězem sloužícím ve farnosti je R. D. Mgr. Jiří Brtník (od 1. srpna 2015). Před ním ve Tvarožné sloužil R. D. Josef Rybecký (2008–2015), P. Jan Nekuda (1999–2008) a až do své smrti P. Metoděj Slavíček (1967–2003).

## Doprava
Územím obce prochází dálnice D1 s odpočívadlem Rohlenka a silnice II/430 v úseku Brno – Rousínov. Dále zde vedou silnice III. třídy:
- III/3839 ze silnice II/430 – Tvarožná – Sivice
- III/4174 ze silnice II/430 na Jiříkovice
- III/4179 Tvarožná – Blažovice

## Galerie

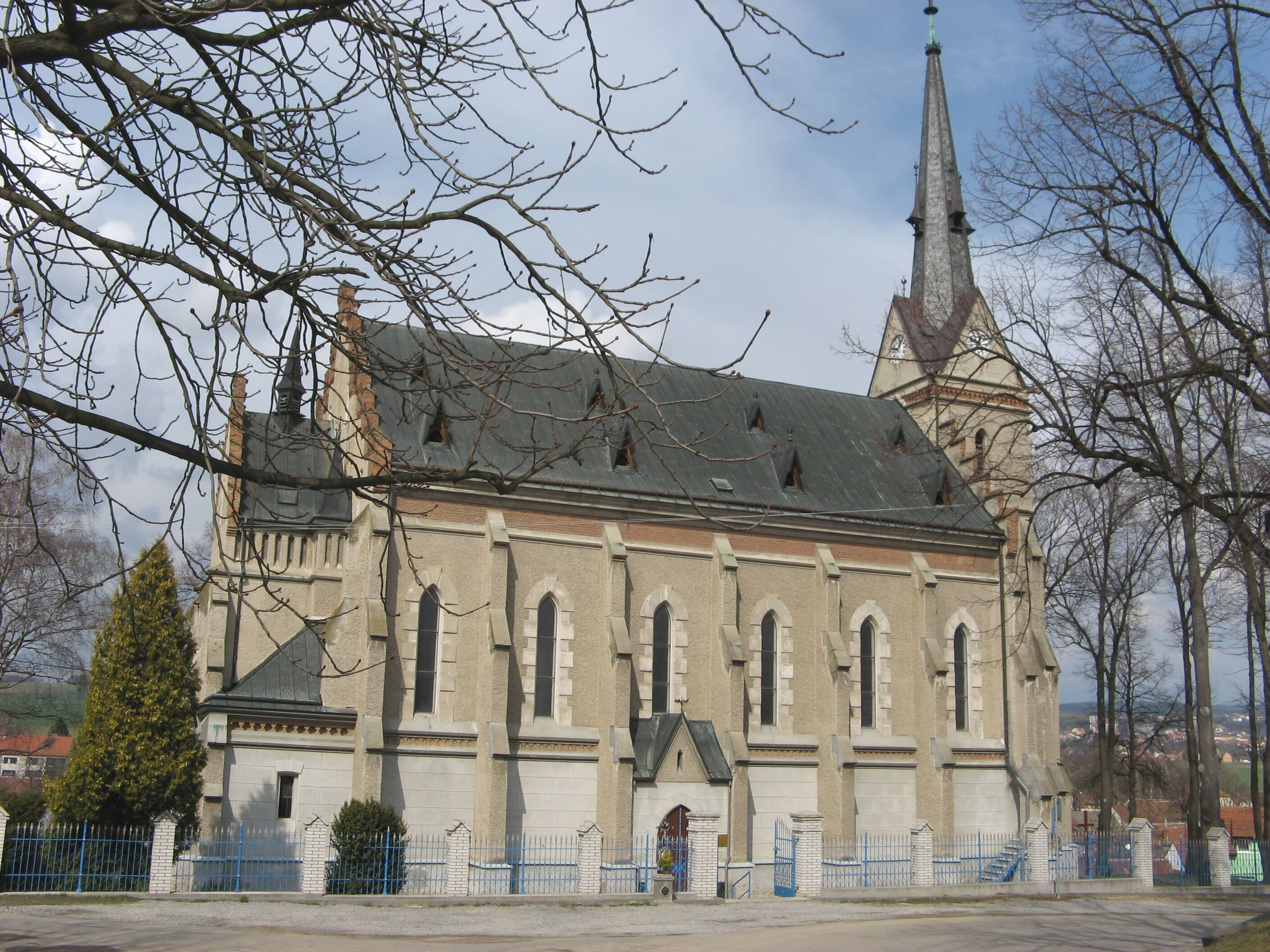
Kostel sv. Mikuláše
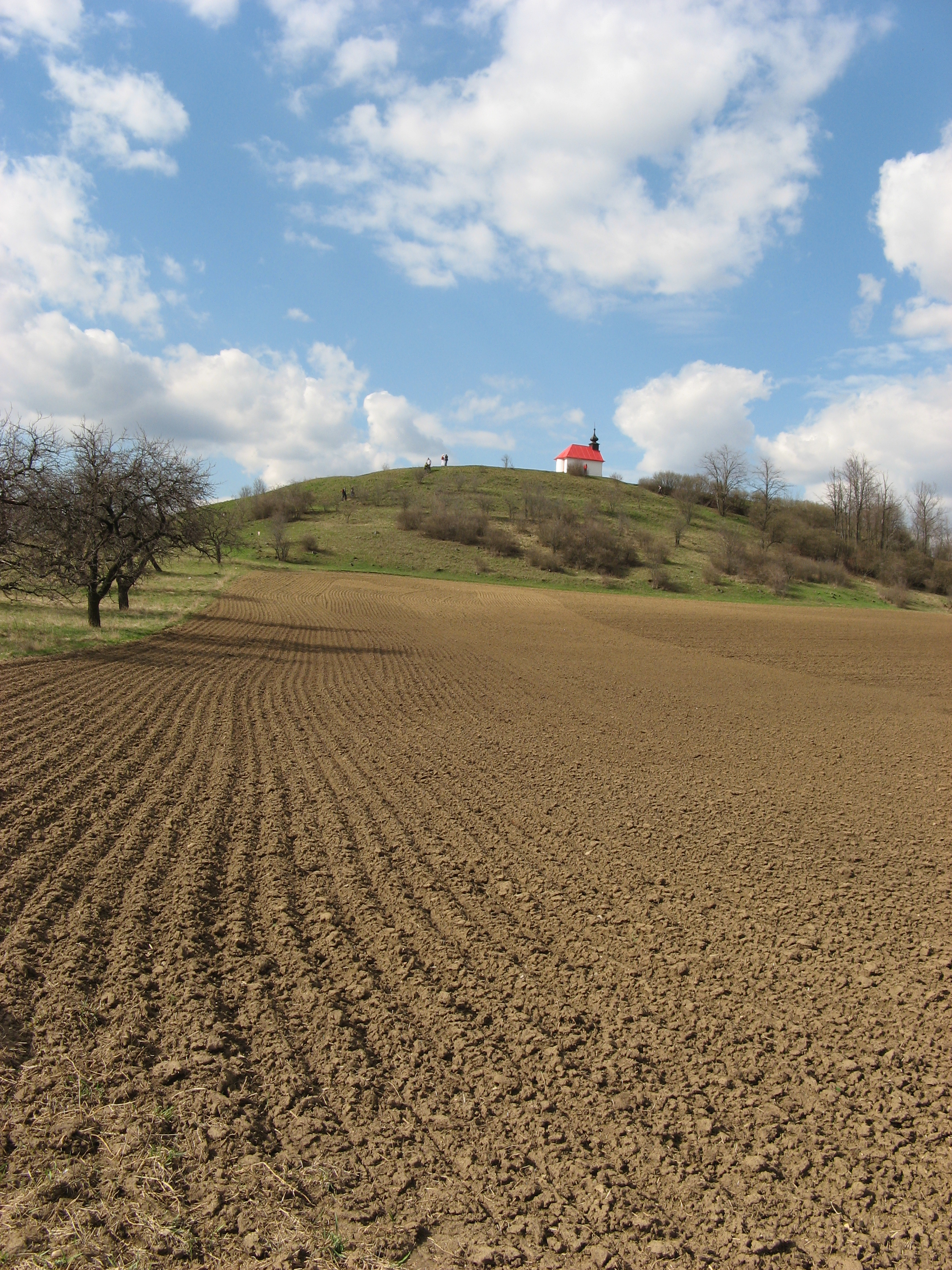
Vrch Santon
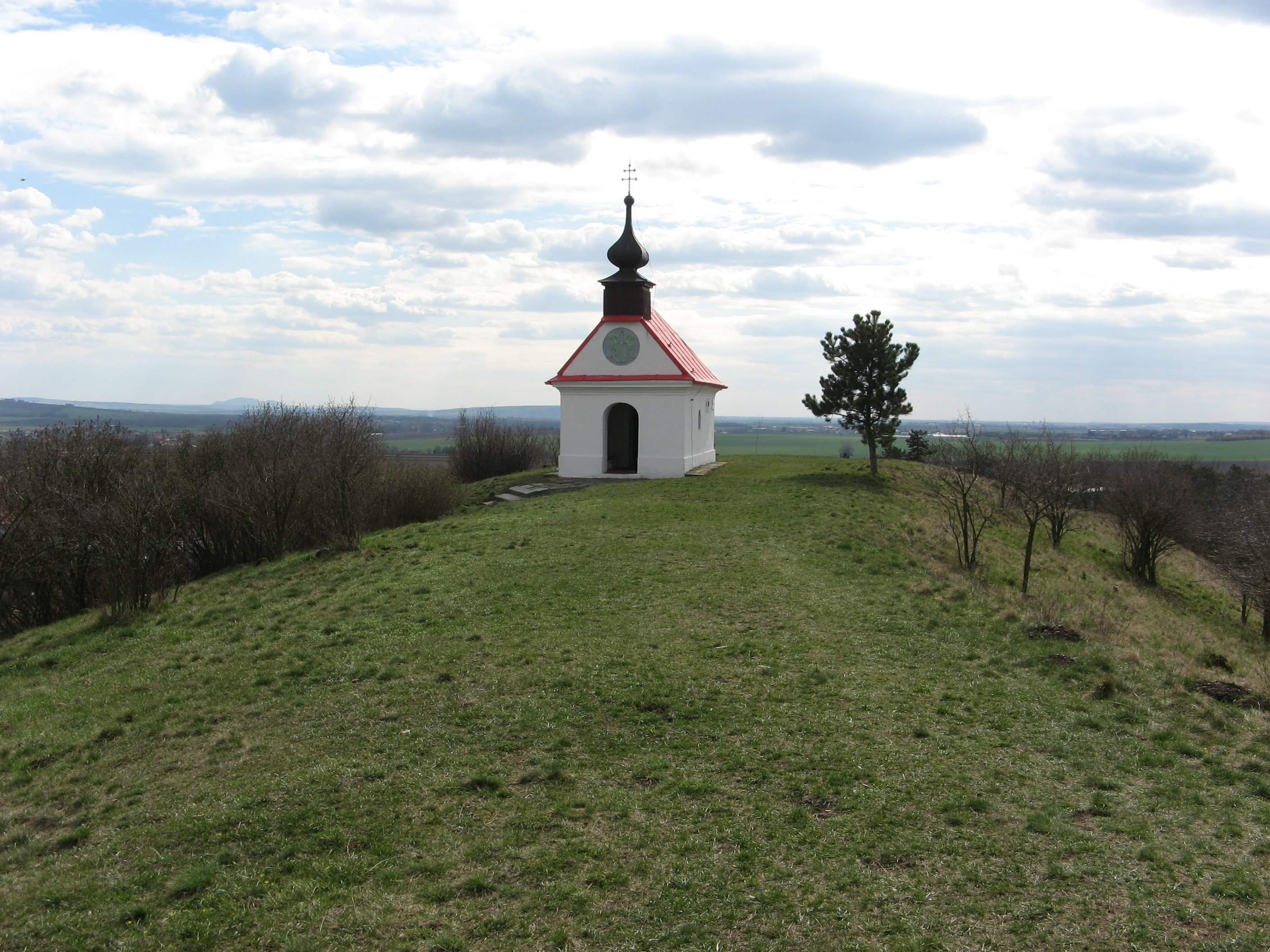
Kaple Panny Marie Sněžné na Santonu (před rekonstrukcí)
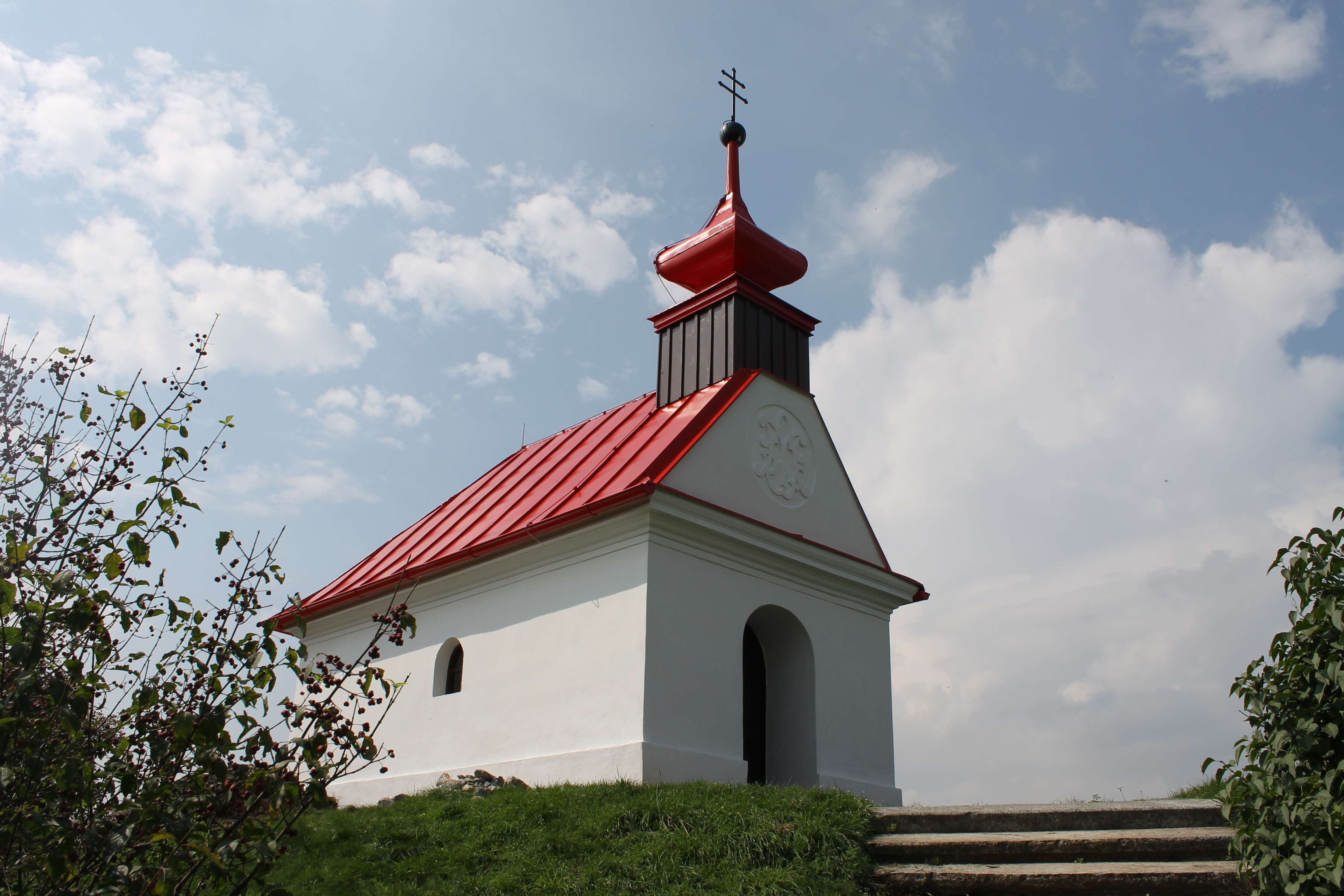
Kaple na Santonu (po rekonstrukci)
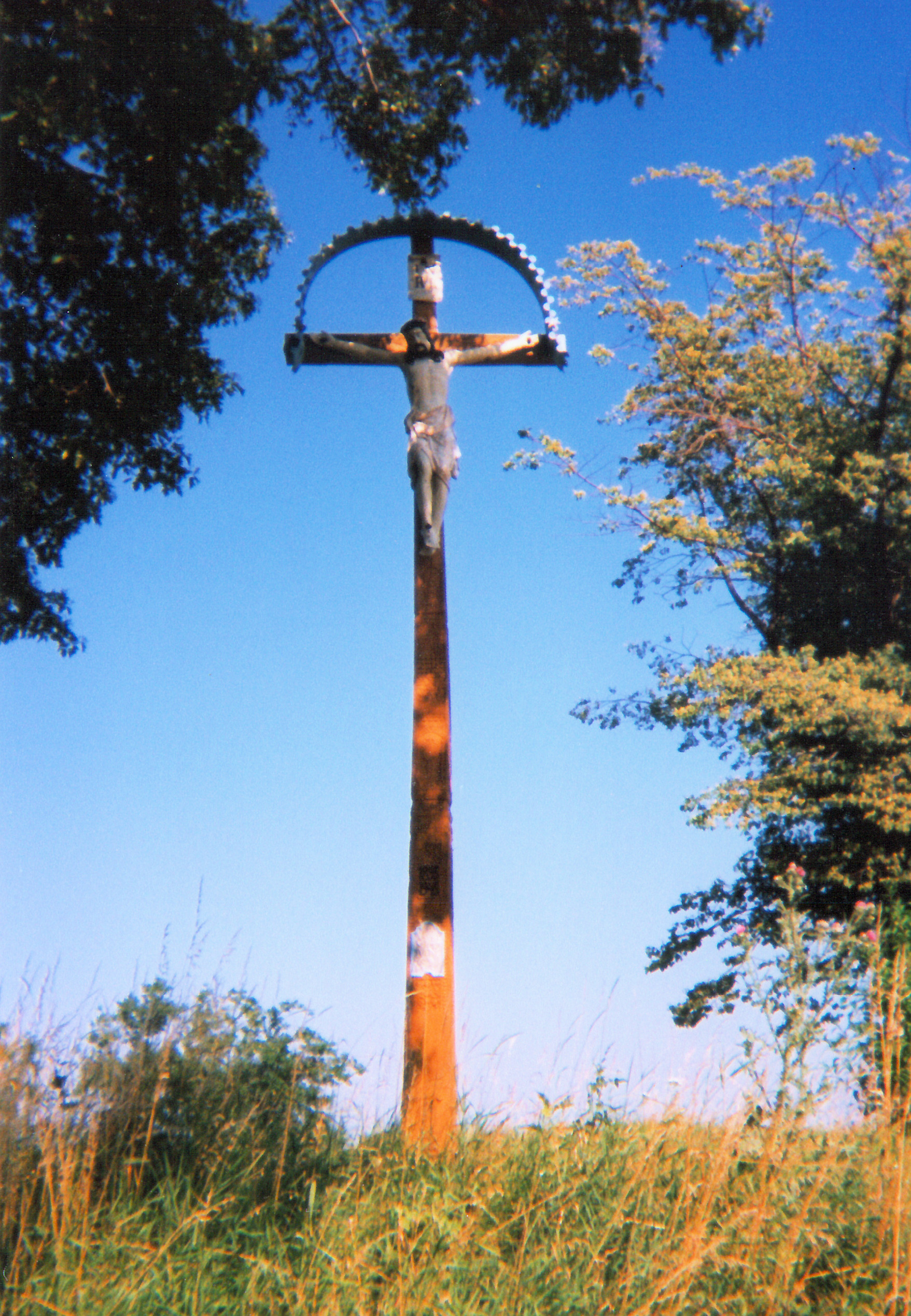
Kosmákův kříž
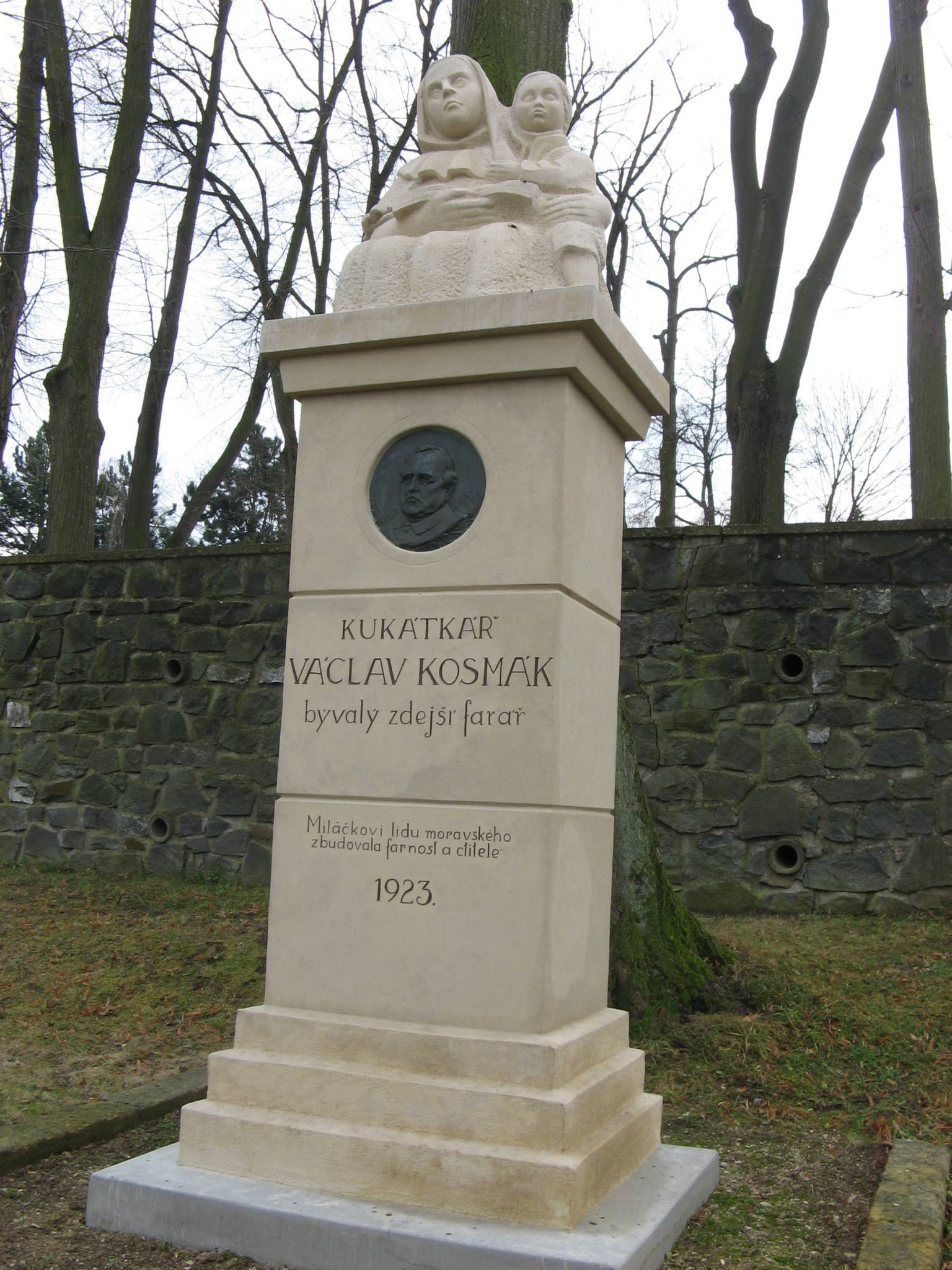
Pomník faráři Václavu Kosmákovi
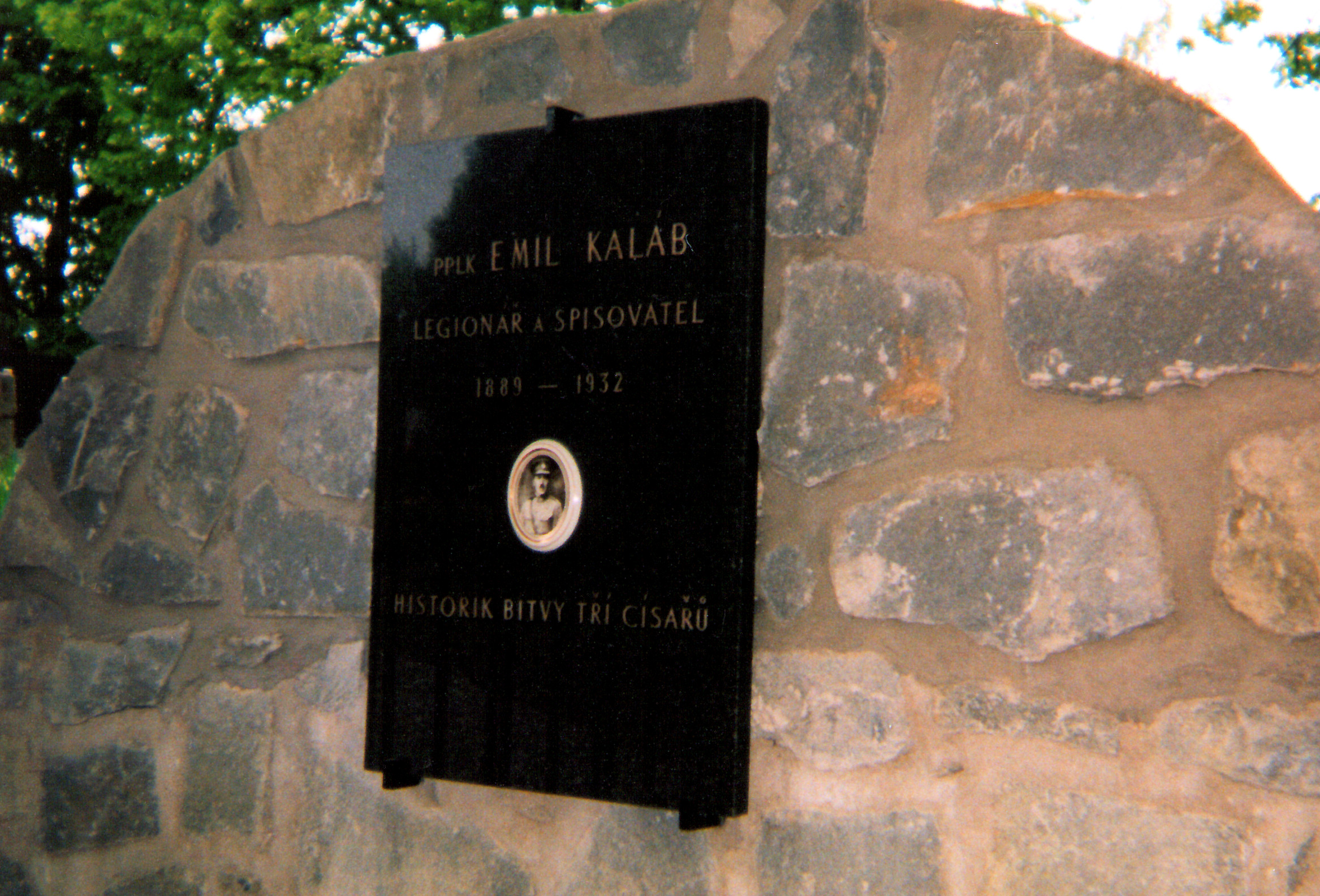
Pamětní deska pplk. Emila Kalába
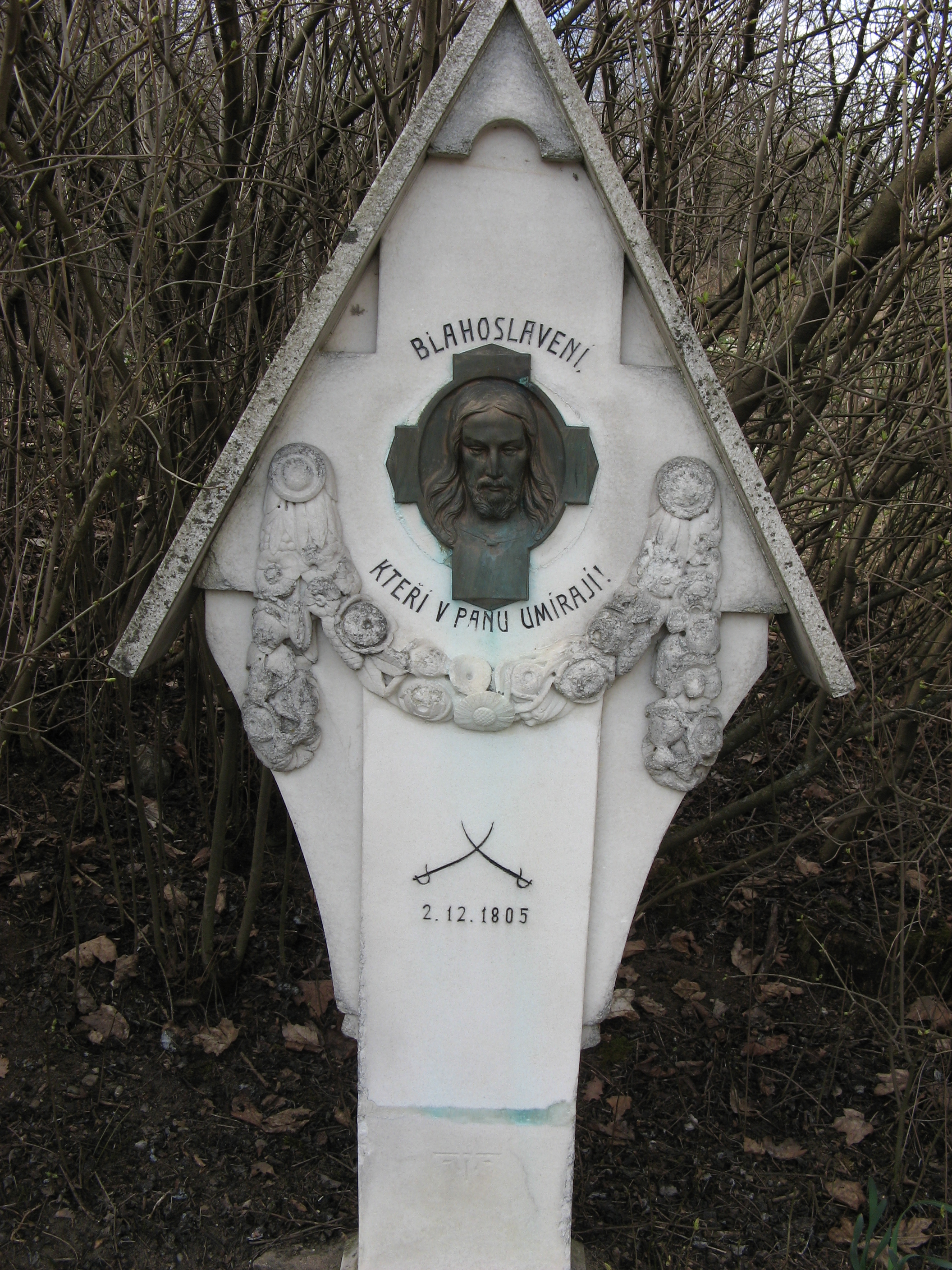
Pomník padlým v bitvě u Slavkova (cesta na Santon)
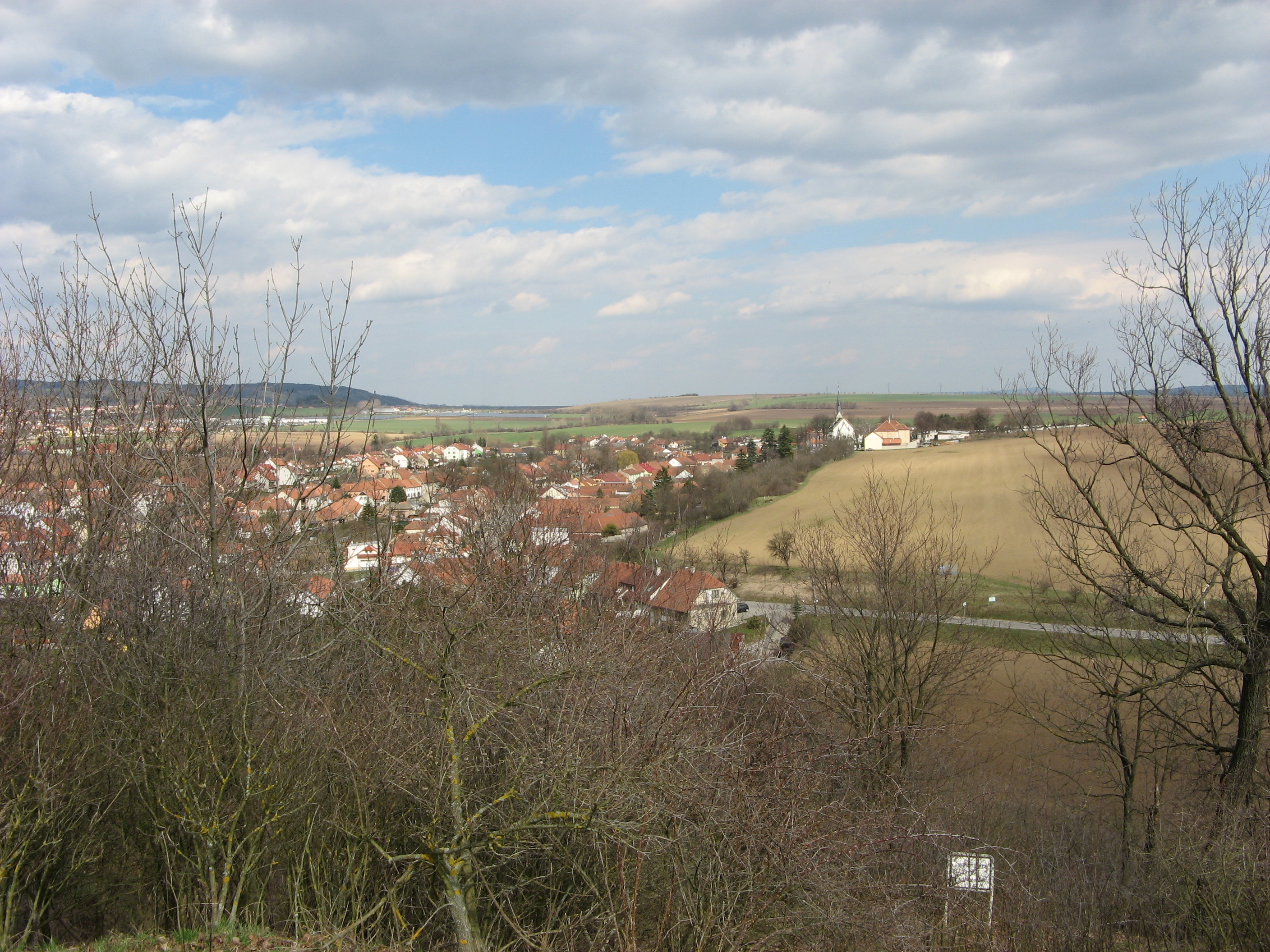
Pohled na Tvarožnou z kopce Santon
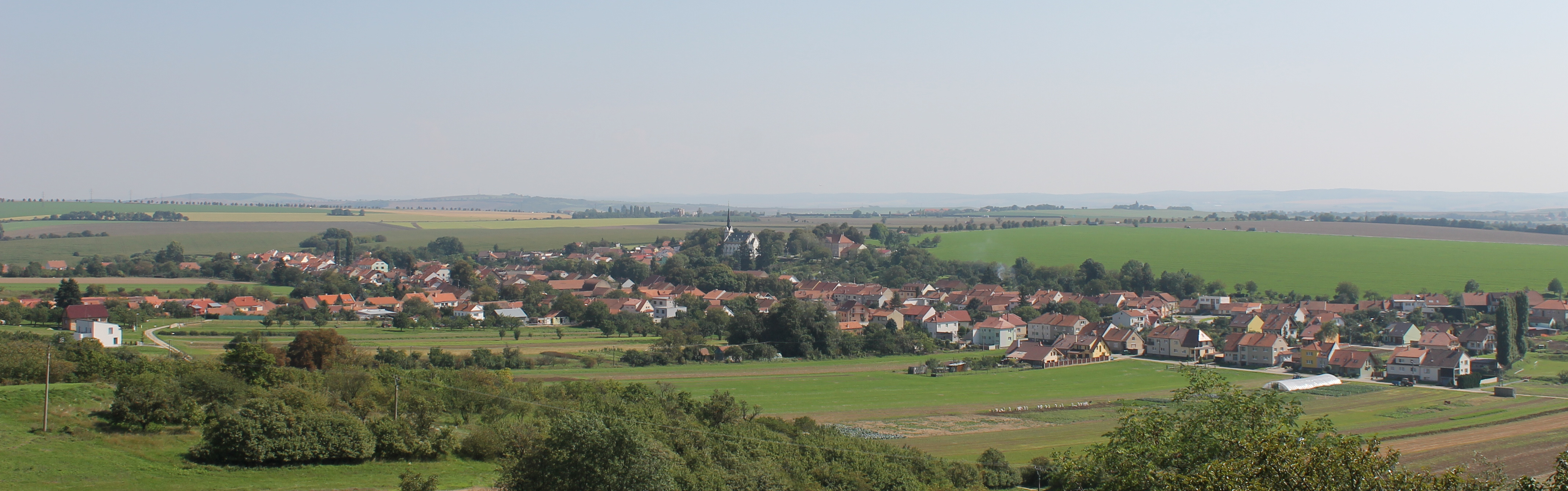
Panorama